# Saint-Généroux

Saint-Généroux este o comună în departamentul Deux-Sèvres, Franța. În 2009 avea o populație de 370 de locuitori.